# Cuatro Postes

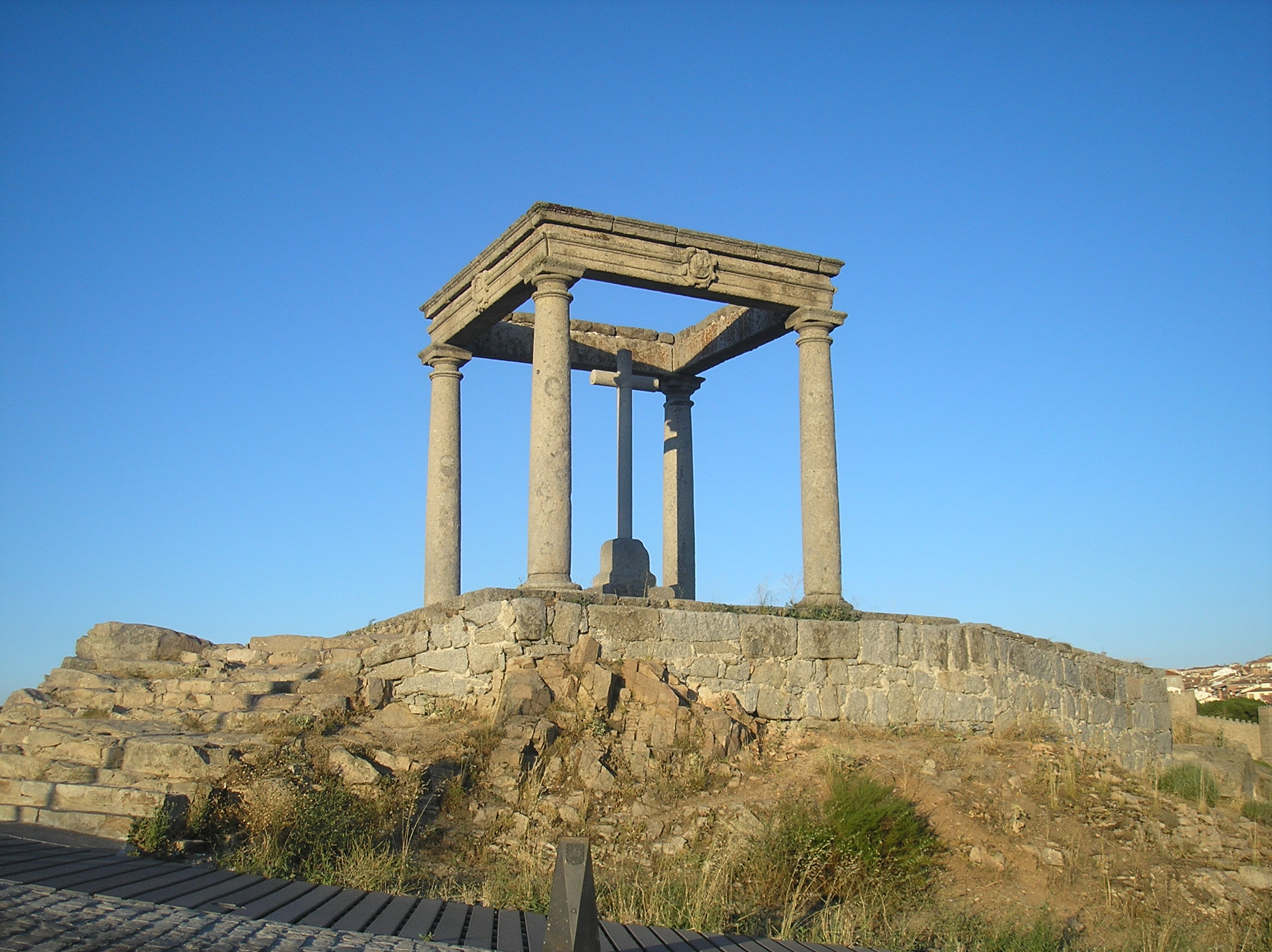
Cuatro Postes

Cuatro Postes ist ein Aussichtspunkt mit Wegekreuz bei Ávila, der Hauptstadt der gleichnamigen Provinz in der spanischen Region Kastilien-León.

## Beschreibung
Das Wegekreuz steht inmitten von vier dorischen Säulen mit Kapitellen. Die vier Meter hohen Säulen, die ein Quadrat bilden, werden durch einen Architrav verbunden. An allen seinen vier Seiten ist er mit dem Wappen der Stadt Ávila geschmückt. In der Mitte dieses 1566 errichteten Monuments steht ein Kreuz aus Granit. Es stand am Weg zur ehemaligen Ermita de San Leonardo, wohin jedes Jahr eine Prozession stattfand.
Von den Cuatro Postes hat man einen weiten Blick über die Stadt Ávila mit seiner Stadtmauer und den Wehrtürmen.  